# Heinrich Scheu
Heinrich Scheu  (geboren am 19. Oktober 1845 in Wien; gestorben am 28. Januar 1926 in Sternenberg, Kanton Zürich) war ein österreichischer Sozialdemokrat und Xylograph.

## Leben
Heinrich Scheu war der Sohn von Joseph Scheu (1811–1857) und von Wilhelmine Christine Bökenyi (1814–1862). Er trat in eine Lehre von 1859 bis 1863 in Wien im Atelier Rudolf Schürer von Waldheims Xylographischer Anstalt als Holzschneider und Xylograph ein. Von 1863 bis 1865 besuchte er die Vorbereitungsklasse für Malerei an der Akademie der bildenden Künste Wiens bei Carl Mayer. Ab 1867 arbeitete er als Xylograph in Stuttgart, ab 1869 in Leipzig. Dort trat er dem Leipziger Arbeiterbildungsverein bei und wurde dessen Schriftführer. Hier lernte er Wilhelm Liebknecht und August Bebel kennen. Er besuchte auch hier Vorlesungen des Nationalökonomen Wilhelm Roscher, die ihn keineswegs überzeugten.
Nach der Verhaftung seines Bruders Andreas Scheu und anderer Arbeiterführer kam er im Mai 1870 nach Wien und erreichte nach intensiven Bemühungen die Einigung der verschiedenen Fraktionen der Wiener Arbeiterorganisation. Er wurde auch Chefredakteur des Wochenblattes Volkswille. Gemeinsam mit seinem Bruder Josef redigierte er die Protokolle des Wiener Hochverratsprozesses. Nach der Amnestie der Arbeiterführer 1871 übergab er die Redaktion des Volkswillen wieder seinem Bruder Andreas und Heinrich Oberwinder. 1871 wurde er als Delegierter der württembergischen Arbeitervereine für den Kongress der SDAP in Dresden (12. bis 15. August 1871) gewählt. Und 1872 wurde er für Wieda als Delegierter für den Kongress der SDAP in Mainz (7. bis 11. September 1872) bestimmt.
Im Frühjahr 1873 lebte und arbeitete er in München bei dem Xylographen Wilhelm Hecht. Er arbeitete danach an Kunstschulen verschiedenen europäischen Städten, u. a. 1872–1875 und 1887–1891 in London. Hier trat er 1891 mit Friedrich Engels in Briefverkehr, um einen Holzschnitt von Engels herzustellen. Vorlage dazu bildeten Fotografien von William Elliott Debenham. Scheu fertigte auch einen Holzschnitt von Karl Marx an. Der Block davon ist im Karl-Marx-Haus in Trier erhalten. 1881–1887 in Florenz (1885 Lehrer für Xylographie an der Scuola Professionale delle Arti Decorative), 1891–1893 in Luzern, dann in Zürich. Scheu war der Vater von Nina (1880–1952) und dem Arzt Volker Scheu (geb. 7. Februar 1892 in Luzern; gest. 22. Dezember 1966 in Zürich). Dieser war mit Tamara, geborene Lischansky (1892–1983) verheiratet. Alle drei fanden ihre letzte Ruhestätte auf dem Friedhof Enznbühl in Zürich.
Als sich 1893 die Schweizer lokalen Gewerkschaften zu einer Arbeiterkammer für Rechtsauskunft und Arbeitsnachweis zusammenschlossen, wurde er deren erster Präsident. Er nahm als Delegierter u. a. am Kongress der internationalen Arbeiterassociation 1872 in Den Haag teil, beim internationalen Sozialistenkongreß in Zürich 1893, vertrat er die Schweizer, sein Bruder Andreas Scheu die englischen Arbeiter, sein Bruder Josef Scheu war Mitglied der österreichischen Delegation.
1891 ließ er sich in der Schweiz nieder und erwarb dort das Bürgerrecht. Von 1899 bis 1906 war er Sekretär der Kunstgewerbeschule Zürich. 1907 bis 1910 war er sozialdemokratisches Mitglied des Gemeinderats der Stadt Zürich. Seit 1912 engagierte er sich als entschiedener Gegner des bevorstehenden Krieges. Er engagierte sich in der Arbeiterbewegung und brachte es bis zum Präsidenten der Schweizer Arbeiterkammer. Während des Ersten Weltkriegs wurde sein Haus in Zürich zu einem Zentrum der Bemühungen um den Frieden. Scheu war bis zu seinem Tod politisch aktiv und verfasste zahlreiche Beiträge für Gewerkschaftszeitungen in verschiedenen europäischen Ländern.

## Veröffentlichungen

### Schriften
- Der Hochverraths-Proceß gegen Oberwinder, Andr. Scheu, Most, Papst, Hecker , Perrin, Schönfelder, Berka, Schäftner, Pfeiffer, Dorsch, Eichinger, Gehrke und Baudisch verhandelt vor dem k. k. Landesgerichte in Wien, begonnen am 4. Juli 1870. Selbstverlag, Wien 1870. Digitalisat
  - Der Wiener Hochverratsprozeß. Bericht über die Schwurgerichtsverhandlung gegen Andreas Scheu, Heinrich Oberwinder, Johann Most und Genossen, neu herausgegeben. Nebst einer Einleitung: Zur politischen und sozialen Geschichte 1848 bis 1870 von Karl Renner. Mit den Erinnerungen von Heinrich Scheu. Ein Beitrag zur Geschichte der österreichischen *  und einem geschichtlichen Nachwort: Oesterreich von 1870 bis 1907 und die Wahlreformkämpfe der Arbeiterschaft von Karl Renner. Wiener Volksbuchhandlung, Wien 1911.
- Ludwig Feuerbach. In: Der arme Conrad. Leipzig 1877, S. 53–77.
- Erinnerungen. Ein Beitrag zur Geschichte der österreichischen Arbeiterbewegung. Wiener Volksbuchhandlung, Wien 1912. Archive.org

### Holzschnitte
- Johann Philipp Becker[8]
- Friedrich Bernet[9]
- Karl Bürkli[10]

The Triumph of Labour von Heinrich Scheu, nach Walter Crane

- Triumph of Labour nasch Walter Crane[11]
- Charles Darwin[12]
- Friedrich Engels[13]
- Gottfried Keller[14]
- Ferdinand Lassalle[15]
- Karl Marx[16]
- Robert Owen[17]
- Heinrich Pestalozzi[18]
- Claude-Henri de Saint-Simon[19]